# Christian Lorenz Sommer
Christian Lorenz Sommer (* 19. November 1796 in Rudolstadt; † 20. Juli 1846 ebenda) war ein deutscher klassischer Philologe.

## Leben
Christian Lorenz Sommer war der Sohn eines Buchdruckers zu Rudolstadt. Er besuchte die Bürgerschule und ab 1807 das Gymnasium seiner Vaterstadt, wo ihn besonders Abraham Voß und Bernhard Rudolf Abeken beeinflussten. Nach der Reifeprüfung ging er Ostern 1814 an die Universität Göttingen, wo er evangelische Theologie und Klassische Philologie studierte. Nach zwei Jahren wechselte er an die Universität Leipzig zu Gottfried Hermann und Christian Daniel Beck, die ihn nach dem Examen 1817 auch auf eine Kollaboratorstelle an der Landesschule Pforta empfahlen. Hier unterrichtete Sommer zwei Jahre lang unter dem Rektor Karl David Ilgen.
Auf einen Ruf seiner Vaterstadt kehrte Sommer zu Ostern 1819 als Oberlehrer an das Gymnasium Rudolstadt zurück, wo er trotz mehrerer auswärtiger Angebote bis zu seinem Tod unterrichtete. Seine wissenschaftliche und pädagogische Tätigkeit war allgemein anerkannt und über die Grenzen seines Wirkungsortes hinaus bekannt. So verlieh ihm 1832 die Philosophische Fakultät der Universität Jena die Ehrendoktorwürde.
Während seiner Jahre in Rudolstadt trat Sommer durch mehrere Veröffentlichungen hervor: Er verfasste kritische Ausgaben von Platons Symposion (1820), Xenophons Anabasis (1821) und der Bibliotheke des Apollodor  (1822). Außerdem beschäftigte er sich in vier Abhandlungen mit der Hekabe des Euripides (1836–1844) und übersetzte den Anfang der Aeneis ins Griechische (postum veröffentlicht).